# Pierre-André Page
Pour les articles homonymes, voir Page.
Pierre-André Page, né le 19 avril 1960 à Riaz (originaire de Châtonnaye), est une personnalité politique suisse, membre de l'Union démocratique du centre (UDC). 
Il est député du canton de Fribourg au Conseil national depuis novembre 2015.

## Biographie
Pierre-André Page naît le 19 avril 1960 à Riaz, dans le district de la Gruyère (canton de Fribourg). Il est originaire de Châtonnaye, dans le district voisin de la Glâne. Sa mère est née Camilla Baumgartner.
Il effectue un apprentissage d'agriculteur à Gempen, dans le canton de Soleure. Après avoir obtenu son CFC d'agriculteur à l'Institut agricole de Grangeneuve, il décroche en 1986 une maîtrise fédérale.
Il dirige en binôme, avec un agriculteur voisin, une exploitation laitière et céréalière à Châtonnaye.
Il a le grade de soldat à l'armée.
Il est marié à Isabelle Page, née Roth et d'origine suisse alémanique, et père de trois enfants,.

## Parcours politique
Il commence sa carrière politique en 1991 comme conseiller communal (exécutif) de sa commune de Châtonnaye, dont il est nommé vice-syndic en 1996 puis syndic en 2001[réf. souhaitée]. Il exerce cette dernière fonction jusqu'en 2006[réf. souhaitée].
En 1996[réf. souhaitée], il est élu député au Grand Conseil du canton de Fribourg comme représentant du district de la Glâne. Il y est chef du groupe UDC et assure la présidence du parlement en 2009[réf. souhaitée].
Il échoue à deux reprises, en 2006 et 2011, dans sa tentative d'accéder au Conseil d’État fribourgeois[réf. souhaitée].
Après trois tentatives infructueuses en 2003, 2007 et 2011, il est élu le 18 octobre 2015 au Conseil national comme représentant du canton de Fribourg. Il est réélu le 20 octobre 2019 et le 22 octobre 2023 (mieux élu du canton).